# Свети Николай (Ксирокрини)
„Свети Николай“ (на гръцки: Ι. Ν. Αγίου Νικολάου Ξηροκρήνης) е енорийска църква в солунското предградие Ксирокрини, Гърция, част от на Неаполската и Ставруполска епархия.
Църквата е разположена на улица „Григориос Колонярис“ № 42. Енорията е основана в 1953 година, но първоначално службите се извършват в имрповизирани храмове. В средата на юни 1958 година митрополит Пантелеймон Солунски полага основите на нов храм, запазен и до днес. За половин година църквата е завършена и е осветена на 30 ноември 1958 година. На 17 юли 1966 година е положен основният камък на настоящата по-голяма църква „Свети Николай“ и четири години по-късно храмът е завършен. Плановете са изготвени от видния архитект Филимон Пеонидис, в архитектурен стил, напомнящ раннохристиянска базилика.
В архитектурно отношение представлява трикорабна каменна базилика с камбанария на фасадата. Освещаването е извършено от митрполит Леонид Солунски на 10 ноември 1970 година и тогава старият храм „Свети Николай“ е преименуван на „Св. св. Кирил и Методий“. От 1974 година е част от новообразуваната Неаполска и Ставруполска епархия. На 28 септември 1975 година е официално открит от митрополит Дионисий Неаполски и Ставруполски. Изписването на храма започва в 1975 година, а на нартекса в 1997 година.